# Islámský fundamentalismus
Islámský fundamentalismus je termín zahrnující široké hnutí muslimů, kteří idealizují první generace muslimů a chtějí návrat k praxi života proroka Mohameda a jeho učedníků. Islámský fundamentalismus upřednostňuje doslovný výklad svatých textů Islámu (Korán a Sunna) a snaží se vymýtit „pokřivené“ neislámské prvky v náboženské praxi. Svou snahu vnímají fundamentalisté jako aktivní snahu o oživení náboženského života uvnitř své náboženské komunity.
Definice islámského fundamentalismu se různí. Za problematické je to považováno těmi, kteří naznačují, že islámská víra vyžaduje, aby všichni muslimové byli fundamentalisté, a ostatními jako termín používaný k popisu vnímání trendů v rámci islámu. Mezi osobnosti islámského fundamentalismu patří Sajjid Qutb, Abul Ala Maududi. a Israr Ahmad. Dále jsou to wahhábisté, kteří jsou popisováni jako hlavní příčina islámského fundamentalismu.